# FK Đurđin
FK Đurđin je nogometni klub iz bačkog sela Đurđina, autonomna pokrajina Vojvodina, Srbija. 

## Povijest
Osnovali su ga 1964. godine nogometni radnici Ivica Stipić, Rajko Trkulja, Rajko Borenović, Budimir Javorina i Grgo Ivandekić.
Od osnivanja klub se uglavnom natjecao u međuopćinskim ligama i u gradskoj ligi grada Subotice.
Najveći uspjeh klub je postigao 1971/72. godine kad je osvojio prvo mjesto u Općinskoj ligi Subotice.
Sezone 2011./12. igra u gradskoj ligi Subotice. 

"Gradsku ligu Subotica" osvajaju u sezoni 2017./17. i ulaze u Područnu ligu Subotica".

Gradski nogometni savez Subotice dodijelio je 11. ožujka 2014. Đurđinu plaketu za 50. jubilej.